# Institut des sciences physiques de Hefei
L'Institut des sciences physiques de Hefei (CASHIPS, chinois simplifié : 合肥 物质 科学 研究院 ; chinois traditionnel : 合肥 物質 科學 研究院 ; pinyin : Héféi Wùzhì Kēxué Yánjiūyuàn) est un centre de recherche à grande échelle à Hefei en Chine lié à l'Académie chinoise des sciences. Sa création est issue de la fusion de plusieurs instituts existants qui étaient tous sous l'égide de l'Académie chinoise des sciences et situés à Hefei. Son siège actuel est situé sur une péninsule près du lac Shushan, dans la banlieue nord-ouest de Hefei. 

## Fonctionnement
L'institut est divisé en 10 unités de recherche et abrite également 21 laboratoires et centres de recherche qui appartiennent soit à l'Académie, soit à d'autres structures nationales ou provinciales.

## Installations
Plusieurs installations de grande envergure sont actuellement[Quand ?] en construction, notamment :
- le projet tokamak expérimental avancé supraconducteur (EAST) conçu pour les expériences de fusion nucléaire ;
- un site d'essai d'étalonnage radiométrique d'optique atmosphérique et de télédétection intégrée ;
- installations à champ magnétique élevé en régime permanent ;
- un système d'irradiation par faisceau ionique avec une précision de positionnement de cellule unique ;
- un système de microscopie SMA sous des champs magnétiques élevés ;
- un système d'IRM 9.4 T pour les animaux de grande taille ;
- un système d'étalonnage radiométrique à basse température absolue ;
- un système d'analyse spectrale de l'absorption atmosphérique à haute résolution et haute sensibilité d'une longueur d'un kilomètre ;
- un système informatique offrant des vitesses de calcul jusqu'à 150 GigaFLOPS.